# Christopher Egan
Christopher Andrew "Chris" Egan, född 29 juni 1984, är en australisk skådespelare. Egan är mest känd för att ha spelat Nick Smith i den australiska s.åpoperan Home and Away i cirka tre år. 
Egan är också med i filmen Letters to Juliet, där han spelar Charlie Wyman. Det är en romantisk dramafilm.